# 阿是穴
阿是穴在针灸理论中是三大腧穴分类之一，又称压痛点、天应穴、不定穴，无固定名称与位置，以压痛点或病变部位或其他反应点等作为针灸施术部位，多位于病变的附近，也有在其距离较远的部位，不仅可以用于包括痛症在内的治疗，还能反映病候、辅助诊断疾病。
阿是穴一词，见于中醫學著作《千金要方》提及：
凡人吴蜀地游官，体上常须三两处灸之，勿令疮暂瘥，则瘴疠、温疟、毒气不能著人也。故吴蜀多行灸法。有阿是之法，言人有病痛，即令捏其上，若里当其处，不问孔穴，即得便成痛处，即云阿是。灸刺借验，故云阿是穴也。
用白话说，就是不顾穴位在患者身上捏压，找到按压后会减轻或增强病症的位置，即为阿是穴。对此处加灸，会有治疗效果。现在的理解变成，用針之時未必一定要扎在穴位。若有效的話，扎在合適的地方，如果能夠達到效果的話就可以。這些特殊的痛點就稱之為“阿是穴”。
若為急性勞損，阿是穴也可能是禁針的穴道。如爬山後，承筋穴會痛，屬阿是穴。扎針，可導致不良影響。
还有一种讲法，阿是穴用来针痔疮。由于痔疮长的位置不同，因此孔最穴附近的压痛点会有所不同，在孔最穴附近压痛点下针，治疗痔疮。

## 发展渊源
类似的概念有《黄帝内经》的“以痛为输”、《针经摘英集·治病直刺诀》的“天应穴”、《扁鹊神应针灸玉龙经》的“不定穴”。《灵枢·五邪》中提及：“以手疾按之，快然乃刺之。”《素问·缪刺论篇》中亦提及：“疾按之应手如痛，刺之。”聂利敏借此认为，阿是穴还包括按之或快之处，并强调在临床取穴中应“疾按之”，使取穴过程尽量准确迅速以减少患者痛苦。究其源流，阿是穴的本质是机体在一定的病理状态下的特殊反应点，广义上是一种涵盖临床所有腧穴的穴位诊治方法。
姜珊指出，现代定义（见下文）和《千金药方》定义是有三大区别：首先舍去了按压快痛的寻找过程、其次划入了腧穴分类，并从《千金方》章末的位置改成了三种腧穴之一的重要位置。姜珊发现，将阿是穴和上述类似概念统一，并归入腧穴的原是日本后世针派岡本一《针灸阿是要穴》。在江户时代针灸实用化（经外奇穴、重灸轻针）倾向下，阿是穴的范畴开始改变，性质也就开始向腧穴靠近。到1913年柳谷素灵《日本针灸学教科书》，更淡化穴位分类之间的区别，只强调其作为针灸作用点的实践。柳谷素灵的描述将针灸的本质认为是体表刺激，这种科学化的视角也被1957年江苏省中医学校针灸学教研组《针灸学》采纳，其中腧穴定义和日本文部省基本无区别。
记载中患者所言“阿是”本义也不甚清晰，有学者借“吴蜀地”一段进行过语言学的论述。后世有理解为患者称痛，但这源自小阪営昇《经穴纂要·卷五》对《汉书·东方朔传》中“今人痛甚，则称阿謈，音步高反”的错读。

## 现代地位
目前，中医、针灸等专业学生普遍使用的统编《针灸学》教科书及相关教材中，阿是穴与经穴、奇穴并列为第三种腧穴，三者共同构筑腧穴分类的理论框架。教材内定义载：
腧穴分为十四经穴、奇穴、阿是穴三类。[…]阿是穴又称压痛点、天应穴、不定穴等。这一类腧穴既无具体名称，又无固定位置，而是以压痛点或其它反应点作为针灸部位。阿是穴多位于病变的附近，也可在与其距离较远的部位。

## 外部連結
- 阿是穴 - A+醫學百科 （页面存档备份，存于）

1. ↑  “凡痛勿便攻之，先以正痛处针之，穴名天应穴，针名决痛针”
2. ↑  论及身痛之症，有“浑身疼痛疾非常，不定穴中宜细详”，并注：“不定穴，又名天应穴，但疼痛便针”[1]
3. ↑  江户时代针灸实用化的倾向影响了当时大部分学派。即使是古方派代表香川修庵的《（一本堂）灸点图解》也略去“捏其上”，直接灸患处。

1. 1 2 3 4 5 6 7 8  姜, 姗. . 中国针灸 (北京协和医学院人文和社会科学学院). 2022-07-19: 9. doi:10.13703/j.0255-2930.20220618-k0003 –知网.
2. ↑  聂, 利敏. . 世界中医药. 2022, (17)  [2022-10-28]. （原始内容存档于2022-10-28）.
3. 1 2  聂, 利敏. . 世界中医药. 2022, (17).